# Wow FM
Wow FM (100.7 FM, indicativo "2WOW") es una estación de radio comunitaria con sede en St Marys en Sídney. La estación transmite a parte de Western Sídney, centrada principalmente en torno a la ciudad de Penrith. Wow FM es una organización dirigida por voluntarios y se financia a través del apoyo oyente, subvenciones y patrocinio comercial limitado.

## Programación
Los actuales programas de la emisora cubren una gama de estilos musicales incluyendo adulto contemporáneo, rock and roll, country, multicultural y programación cristiana. Wow FM también emite programas que se presentan por grupos de intereses especiales o en otros idiomas además del Inglés.

## Historia
En junio de 2001, "Way Out West (WOW) FM" venció a otro emisoras de radio para una licencia permanente de la Autoridad Australiana de Radiodifusión. Esto se debió a la necesidad percibida de los programas multiculturales en el área de Penrith, que WOW FM dedicó una gran parte de su tiempo en el aire, a pesar del hecho, sólo el 10% de los residentes de Penrith LGA viene de un no-Inglés de habla fondo.
En septiembre de 2001, 2WOW era un finalista para la estación de radio Country del Año de los Independientes de Música Country de Australia.
En noviembre de 2001, WOW FM comenzó a transmitir actualizaciones de noticias nacionales producidos en Bathurst por estudiantes de comunicación en la Universidad Charles Sturt.
WOW FM agregó una característica de "Kids Club" en febrero de 2002 que permite a los estudiantes de la escuela primaria local para aprender acerca de la radiodifusión y de la promoción de sus escuelas. Ese mismo mes, la estación se unió a la "Work for the Dole" proyecto dando treinta jóvenes desempleados la oportunidad de estudiar la entrevista, conocimientos de informática, y la radiodifusión a Internet.
Desde entonces, WOW FM ha sido una fuerza relativamente irrelevante en el área de Penrith. Su señal apenas se puede recibir en la mayor parte de Penrith porque su torre de transmisión está apuntando al este de St Marys.